# Claire Goose
Claire Goose (* 10. Februar 1975 in Edinburgh, Schottland) ist eine britische Schauspielerin. Der schauspielerische Durchbruch gelang ihr mit der Fernsehserie Casualty, in der sie die Rolle der Krankenschwester Tina Seabrook spielte, und mit der Rolle von Detective Constable Mel Silver in der BBC-Serie Waking the Dead – Im Auftrag der Toten. Bekannt ist sie insbesondere als Hauptdarstellerin der Serie The Coroner, in der sie in zwei Staffeln ab 2015 die Titelfigur verkörperte.

## Leben
Ihre Eltern sind Joy und David Goose; ihr Vater ist Allgemeinmediziner in King’s Lynn in Norfolk. Claire hat zwei ältere Geschwister: Ihre Schwester Caroline ist Kindergärtnerin, ihr Bruder Duncan arbeitet als Unternehmer und Marketingberater. Als sie zweieinhalb Jahre alt war, übersiedelte die Familie nach Dersingham.
Nach der Wisbech Grammar School wechselte sie mit 16 Jahren auf die Italia Conti Academy (Studienrichtung: Bühne) in London. Vor ihrer Schauspielkarriere jobbte sie in verschiedensten Anstellungen, z. B. als Kellnerin, als geschichtenerzählender Waschbär in einem Freizeitpark, als Angestellte bei der National Society for the Prevention of Cruelty to Children oder als Model. Von Kindheit an tanzte sie und war oft in Clubs anzutreffen, interessierte sich für Tarot, Handlesen und Poker.

## Privates
Mit 31 Jahren traten bei ihr Krebssymptome (zwei Knoten in der Brust, ein weiterer Knoten auf ihrem Rücken) auf. Ihr Vater hat diese erfolgreich operiert.
2007 heiratete sie den TV-Produzenten Craig Woodrow. Mit ihm hat sie die zwei Töchter: Amelia (* September 2009) und Eveline (* 2012).

## Filmografie (Auswahl)
- 1997–2000: Casualty (Fernsehserie, 80 Folgen)
- 2002–2004: Waking the Dead – Im Auftrag der Toten (Waking the Dead, Fernsehserie, 14 Folgen)
- 2005: Der Feind in meinem Haus (Secret Smile)
- 2008–2010: The Bill (Fernsehserie, 41 Folgen)
- 2011: Exile (Fernsehserie, 3 Folgen)
- 2011: Hustle – Unehrlich währt am längsten (Hustle, Fernsehserie, 1 Folge)
- 2012: Mount Pleasant (Fernsehserie, 6 Folgen)
- 2014: New Tricks – Die Krimispezialisten (New Tricks, Fernsehserie, 1 Folge)
- 2014: Undeniable (Fernsehserie, 2 Folgen)
- 2015: Death in Paradise (Fernsehserie, 1 Folge)
- 2015–2016: The Coroner (Fernsehserie, 20 Folgen)
- 2015: The Rezort – Willkommen auf Dead Island (The Rezort)
- 2015: Unforgotten (Fernsehserie, 5 Folgen)
- 2018: Dark Heart (Fernsehserie, 2 Folgen)
- 2018: Stan Lee’s Lucky Man (Fernsehserie, 2 Folgen)
- 2019: Murdoch Mysteries (Fernsehserie, 1 Folge)

## Filmpreise
2016 wurde sie als beste Schauspielerin für ihre Rolle als Jane Kennedy in der BBC-Serie The Coroner mit dem Midland Award der Royal Television Society ausgezeichnet.